# Николаидис, Никос
Никос Николаидис (англ. Nikos Nikolaidis; 25 октября 1939, Афины, Греция — 5 сентября 2007, Афины) — греческий режиссёр, продюсер и сценарист, яркий представитель европейского арт-хауса и сюрреализма.

## Биография
Никос Николаидис родился в Афинах, где и прожил всю свою жизнь, работал над съёмками фильмов и рекламных роликов, написанием романов и сценариев. Он изучал режиссёрскую профессию в институте города Ставраки, а также получил навыки театрального декоратора в одном из лучших афинских специализированных учебных заведений — «Vakalo Art and Design College». В 1960 он начал работать первым помощником режиссёра Василиса Георгиадиса, и в 1962 он снял свой первый короткометражный фильм «Lacrimae Rerum». Его дебютом в кинематографии стал фильм «Эвридика ВА 2037», показанный на Международном кинофестивале в Салониках в 1975 и завоевавший премию за лучшую режиссуру. Несмотря на прохладную реакцию зрителей, критики оценили инновационный взгляд автора на классическую греческую трагедию «Орфей и Эвридика» и отметили своеобразие художественных приемов. Характерно, что сам Николаидис считал «Эвридику ВА 2037» своим лучшим фильмом. В следующей картине «Негодники по-прежнему поют» режиссёр обратился к теме трансформации жизненных ценностей на примере пяти друзей, которые встречаются после долгой разлуки и делятся друг с другом подробностями своих тяжёлых судеб. Фильм стал эмблемой поколения 1950-х и отразил личный взгляд Николаидиса на проблему отчуждённости человека в современном мире. Фильм был снят в сюрреалистическом ключе с тяготением к эстетике маркиза Де Сада. В нём впервые наметились характерные элементы фильмов-нуар, к которым режиссёр впоследствии будет неоднократно обращаться и сделает их частью своего творческого стиля.
Параллельно со съёмками фильмов Никос Николаидис работал в студии звукозаписи и за 20 лет снял более 200 рекламных роликов. Он издал сборник рассказов и три романа, самостоятельно писал сценарии к своим фильмам. Никос Николаидис является единственным греческим режиссёром, который получил пять раз премию за лучшую режиссуру на кинофестивале в Салониках. Несмотря на то, что он стабильно снимал фильмы у себя на родине с начала шестидесятых годов прошлого века, международная известность пришла к режиссёру лишь в начале девяностых годов с выходом фильма «Сингапурский Слинг», который моментально стал культовым.

## Значение для греческого кинематографа
Творческое наследие Никоса Николаидиса оказало значительное влияние на последующее поколение режиссёров, которые вдохновлялись стилистикой его фильмов и необычными художественными образами, которые содержали сложные аллегории и символы. Главными героями его работ становятся изгои и нонконформисты, циники и маргиналы, люди с психическими и сексуальными расстройствами. Основной особенностью режиссёрского почерка Никоса Николаидиса стало преобладание формы над содержанием. У себя на родине он приобрёл статус новатора, искавшего необычные способы применения киноязыка, а также искусного визуализатора, который создавал неповторимую эстетику в соединении красоты и уродства. За границей Николаидис получил репутацию скандального и эксцентричного режиссёра, бросающего вызов моральным устоям и привычным вкусам.

## Фильмография
- Слёзы вещей (1962, короткометражка)
- Anev Oron (Άνευ Όρων) (1964, короткометражка)
- Эвридика BA 2O37 (Evridika ΒΑ 2Ο37) (1975)
- Негодники по-прежнему поют ( Trashes Are Still Singing) (1979)
- Сладкая банда (Sweet Gang) (1983)
- Утренний патруль (Morning Patrol) (1987)
- Сингапурский Слинг (Singapore sling) (1990)
- Девушка с чемоданами (Girl With Suitcases) (1994, ТВ)
- До встречи в аду, дорогая моя (See You in Hell, Darling) (1999)
- Проигравший получает всё (The Loser Takes it All) (2002)
- Время обнуления (The Zero Years) (2005)